# Sam Isaacs
Sam Yebble Isaacs (* 1845 in Augusta (Western Australia); † 14. Juli 1920 in Metricup) war ein australischer Aborigine, der 1876 gemeinsam mit Grace Bussell durch die Rettung zahlreicher Schiffbrüchiger beim Untergang des Schoners Georgette vor der Küste Westaustraliens bekannt wurde.
Isaacs wurde 1845 als Sohn eines indianischen Seemanns, der von einem amerikanischen Walfänger desertiert war und einer Frau des Wardandi-Stammes geboren. Er war Analphabet und arbeitete als Farmarbeiter mit Pferden und Ochsen.
Am 1. Dezember 1876 geriet der Schoner SS Georgette in Seenot, als bei schwerer See durch ein Leck Wasser ins Schiff drang und die Pumpen versagten. In der Nähe der Calgardup Bay wurden drei Rettungsboote zu Wasser gelassen. Das erste zerschellte am Schiffskörper der Georgette, das zweite erreichte die Küste. Das dritte, überladene Boot lief voll Wasser. Sam Isaacs beobachtete das Geschehen von der Küste aus und alarmierte die Bewohner der nahegelegenen Farm. Die 16-jährige Farmerstochter Grace Bussell erreichte als eine der ersten den Unglücksort. Laut einem zeitgenössischen Zeitungsbericht trieb sie ihr Pferd die steile Küste hinab und durch die schwere Brandung ins Meer, bis sie das dritte Boot erreicht hatte. Zusammen mit Sam Isaacs schleppte sie die Schiffbrüchigen mit Hilfe mitgebrachter Seile in einer vierstündigen Rettungsaktion nach und nach an Land. 38 von 50 Personen überlebten das Unglück.
Bussell wurde von der Royal Humane Society die Silbermedaille für Tapferkeit verliehen, Isaacs erhielt die Bronzemedaille und wurde oft nur als eingeborener Diener des Darling of Australia gewürdigt. Allerdings erhielt Isaacs von der Regierung 100 Acre Land in der Gegend und zog auf seiner Farm Ferndale später sechs Kinder groß. Er starb 1920, als er bei der Rückkehr aus Busselton aus dem Sulky geschleudert wurde und ist auf dem Friedhof von Busselton beigesetzt. Im Busselton Park ist ihm heute ein Gedenkstein gewidmet.